# Tödliches Geheimnis (1980)
Tödliches Geheimnis ist der Titel eines ZDF-Abenteuervierteilers von Robin Chapman aus dem Jahre 1980 nach dem Roman „Die Dinge wie sie sind oder Die Abenteuer des Caleb Williams“ von William Godwin mit Mick Ford und Günther Maria Halmer in den Hauptrollen.

## Handlung

### Teil 1: (ZDF: 2. Dezember 1980)
England gegen Ende des 18. Jahrhunderts, gegen Höhepunkt der Französischen Revolution: Die benachbarten Landjunker Tyrell und Falkland liegen miteinander im Streit. Falkland ist stets ritterlich, freundlich und gepflegt, mit dem Ziel, ein perfekter Gentleman zu werden. Tyrell dagegen, der Falkland deswegen hasst und für abgehoben hält, ist ein grober und ungepflegter Naturbursche ohne Umgangsformen, der aber dennoch auf seine gesellschaftlichen Privilegien pocht und seine Untergebenen tyrannisiert. So lässt er einen seiner Pächter, den Vater von Caleb Williams, bei nächster Gelegenheit ins Gefängnis werfen, weil dieser sich weigerte, seine Freiheitsrechte aufzugeben und sich Tyrell zu beugen, als dieser Caleb zu sich in Zwangsdienst nehmen wollte.
Tyrell hat seine junge Cousine Emily bei sich wohnen, da diese verwaist ist und sonst keine Familie mehr hat. Falkland lernt Emiliy kennen und verliebt sich in sie. Als Tyrell davon erfährt, gerät er in Rage und lässt sie als Schuldnerin ebenfalls ins Gefängnis werfen, wo sie bald darauf stirbt, noch ehe Falkland ihr helfen kann. Calebs Vater gelingt es derweil auszubrechen. Auf seiner Flucht durch den Wald stößt er auf die Leiche Tyrells, der von hinten erstochen wurde. In diesem Augenblick wird er von Tyrells Leuten entdeckt und verhaftet.
Er wird vor Gericht gestellt und als Mörder zum Tode verurteilt. Doch auch Falkland wird in der Öffentlichkeit verdächtigt, da dieser von Tyrell bei einem Duell gedemütigt wurde und auch durch den Tod seiner Geliebten ein Motiv hatte. Doch er beschwört öffentlich seine Unschuld.
Nach der Hinrichtung bietet Falkland Caleb an, ihn auf seinem Besitz, Falkland Park, in den Dienst aufzunehmen.

### Teil 2: (ZDF: 7. Dezember 1980)
Caleb lebt bei Falkland, der den jungen Mann in jeder Weise fördert. Aber Caleb kommt nicht über den Tod seines Vaters hinweg, da dieser vielleicht unschuldig hingerichtet worden ist. Caleb findet bei der Arbeit in der Bibliothek einen Brief seines Vaters an Falkland, in dem er seine Unschuld beteuert und um Hilfe bittet. Darauf angesprochen, beteuert Falkland noch einmal seine Unschuld. Doch Caleb misstraut seinem Wohltäter immer mehr, zumal ihm klar wird, dass Falkland wohl immer mehr von Schuldgefühlen angetrieben wird und außerdem eine homoerotische Beziehung zu ihm aufzubauen versucht. Falkland spürt das wachsende Misstrauen des jungen Mannes und dass dessen Freundin, das Dienstmädchen Jane, ihn darin bestärkt. Jane wird entlassen. Während Caleb Falkland Modell steht, erwähnt Falkland Alexander den Großen, doch Caleb kann die Taten des Alexander nur mit Morden vergleichen, es kommt zum ersten Streit zwischen ihnen. Falkland führt stets sorgfältig ein Tagebuch, und Caleb plant, dadurch die Wahrheit zu erfahren. Als eines Abends auf Falkland Park ein kleines Feuer ausbricht, nutzt Caleb die Verwirrung, nimmt das Tagebuch an sich. Er erfährt von Falkland selbst  von dessen Mord an Tyrell. Falkland presst Caleb einen Schwur ab, das Geheimnis für sich zu behalten, oder er würde ihn töten. Caleb ergreift bei nächster Gelegenheit die Flucht. Falkland stellt es so dar, dass Caleb ihn vorher noch bestohlen hat, was nach den damaligen harten Gesetzen automatisch den Galgen bedeutet, und schickt ihm seine Häscher hinterher, angeführt von seinem Halbbruder Forester, der gerade zu Besuch weilt. Es gelingt ihnen, Caleb wieder einzufangen.

### Teil 3: (ZDF: 9. Dezember 1980)
Im Gefängnis, während er auf seinen Prozess wartet, freundet sich Caleb Williams mit dem jungen Jack Brightwell an. Der beschwört ihn, Falklands Geheimnis auszuplaudern und sich dadurch selber reinzuwaschen. Doch Caleb will den Eid nicht brechen und schweigt. Jack wird hingerichtet, Caleb nicht. Falkland lässt seine Verbindungen spielen, um den Prozess gegen Caleb aufzuschieben. Der sinnt wieder auf Flucht. Beim zweiten Mal gelingt es ihm mit Hilfe von Falklands Bruder Forester (dieser steckt ihm heimlich eine Feile zu), welcher immer mehr die Wahrheit ahnt, aus dem Kerker zu fliehen. Caleb wird von Grimes und dessen Leuten gefunden, ausgezogen und so verletzt, dass er beinah stirbt. Doch ein Mann kann ihm helfen und bringt ihn zu sich. Seine Frau schläft schließlich mit Caleb, dieser muss auch dort fliehen, da ihm Grimes und dessen Leute auf den Fersen bleiben. Caleb gibt sich als Ire aus. Das wird ihm zum Verhängnis, als zwei Wachmänner ihn festnehmen in der Annahme, er sei ein lange gesuchter Straßenräuber.

### Teil 4: (ZDF: 14. Dezember 1980)
Grimes findet die zwei Menschenjäger, die Caleb in ihrer Gewalt haben. Er will ihn den beiden abkaufen. Aber gerade als der Handel perfekt ist, gelingt Caleb die Flucht. Er reitet mit Grimes Pferd nach London, besorgt sich neue Kleidung und mietet ein Zimmer. Als Jane und Forester einen Brief von Caleb erhalten, reisen auch sie in die Hauptstadt. Hier gibt es ein freudiges Wiedersehen zwischen den Liebenden. Die Wiedersehensfreude der beiden wird getrübt durch die letzte Auseinandersetzung zwischen Caleb und Falkland. Sie treffen sich vor Gericht wieder. Falkland ist mittlerweile durch seine Schuldgefühle in den Wahnsinn getrieben worden, was jedem der Prozessbeteiligten klar wird. Falkland steht geschminkt im Gerichtssaal, seine Möbel hängen von der Decke und er hat seinen Totenkopfaffen getötet, da er Wahnvorstellungen besitzt. Daraufhin wird Caleb freigesprochen, doch er will mit Falkland abrechnen. Falkland reitet wie ein Wahnsinniger nach Falkland Park zurück, gefolgt von Caleb, und nimmt sich dort mit einem Strick das Leben. Forester findet ein Testament Falklands, welches Caleb zum Alleinerben macht. Doch Caleb verzichtet mit den Worten: "Ich nehme es nicht an. Ich will nichts. Ich will nur Jane. Wir werden von dem leben, was ich als ehrlicher Mann verdiene". Hand in Hand verlassen sie das Anwesen "Falkland Park".

## Sonstiges
- William Godwins Roman gilt als künstlerischer Vorläufer der Detektivgeschichte, mit Requisiten des Räuber- und Schelmenromans, noch unter dem Einfluss des Schauerromans. Das Werk erschien 1794 unter dem Titel: "Die Abenteuer des Caleb Williams oder die Dinge wie sie sind". Godwins Einflüsse findet man bei Edgar Allan Poe (Selbstanalyse) und bei Charles Dickens (David Copperfield).
- Der Roman ist eine Art sozialkritischer Krimi. Er hätte dem Autor William Godwin fast einen Prozess wegen Hochverrats eingebracht. Die Obrigkeit befürchtete, dass das brisante Werk über Machtmissbrauch und Unterdrückung das Volk aufwiegeln könnte. Der damalige Premierminister William Pitt betrachtete die Angelegenheit gelassener. Nach einer eigens anberaumten Kabinettssitzung gestattete er die Verbreitung des Romans. Begründung: Soviel Geld, sich das Buch zu kaufen, hat eh kein Arbeiter. Also ist das Buch auch keine Gefahr.
- Der Vierteiler wurde von Herbert Wise in England und in Italien mit einem Kostenaufwand von ca. 6 Millionen DM in 17 Wochen abgedreht.

## Medien